# Nationalparken Sibillini-bergen
Nationalparken Sibillini-bergen ligger i centrala Italien i Sibillinibergen i centrala Apenninerna.
Nationalparken som inrättades 1993 är cirka 700 km² stor och flera toppar ligger högre än 2000 meter över havet. Den dominerande bergarten är kalksten. Under senaste istiden förändrades landskapet av ismassorna. Till exempel skapades flera U-formiga dalgångar. Ursprungligen var stora delar av bergstrakten täckt med bokskog men på grund av intensiv fårskötsel försvann skogen ovanför 1500 meter över havet. Nationalparkens namn syftar på en av de antika profeterna med namnet Sibylla som enligt sägnen ska ha levd i en grotta i bergstrakten.

## Flora och fauna
En sällsynt växt i nationalparken är Apenninernas variant av edelweiss. Andra typiska växter vid de höga topparna är arter av sömntutesläktet, av grusvivesläktet, Aster alpinus och Brassica repanda som är släkt med kål. På bergsängarna kan orkidéer av ofryssläktet hittas. Utmärkande är sänkan Piano Grande där en mängd blommor odlas under den varma årstiden.
Fågellivet kännetecknas främst av mindre arter som häckar på marken. Även rovlevande fåglar som örnar eller arter av släktena Falco och Buteo förekommer.
En underart av pyreneisk gems (Rupicapra pyrenaica) som tidvis var utdöd i trakten blev framgångsrik återintroducerad. Underarten hade överlevd i en hage vid Bologna. Regionen Abruzzos variant av brunbjörn besöker nationalparken ibland under vandringar. Andra för Centraleuropa typiska däggdjur som rådjur och vildsvin hittas likaså.
Nationalparken har en endemisk art av kräfta, Chirocephalus marchesonii, som lever i bergssjön lago di Pilato.

## Bilder

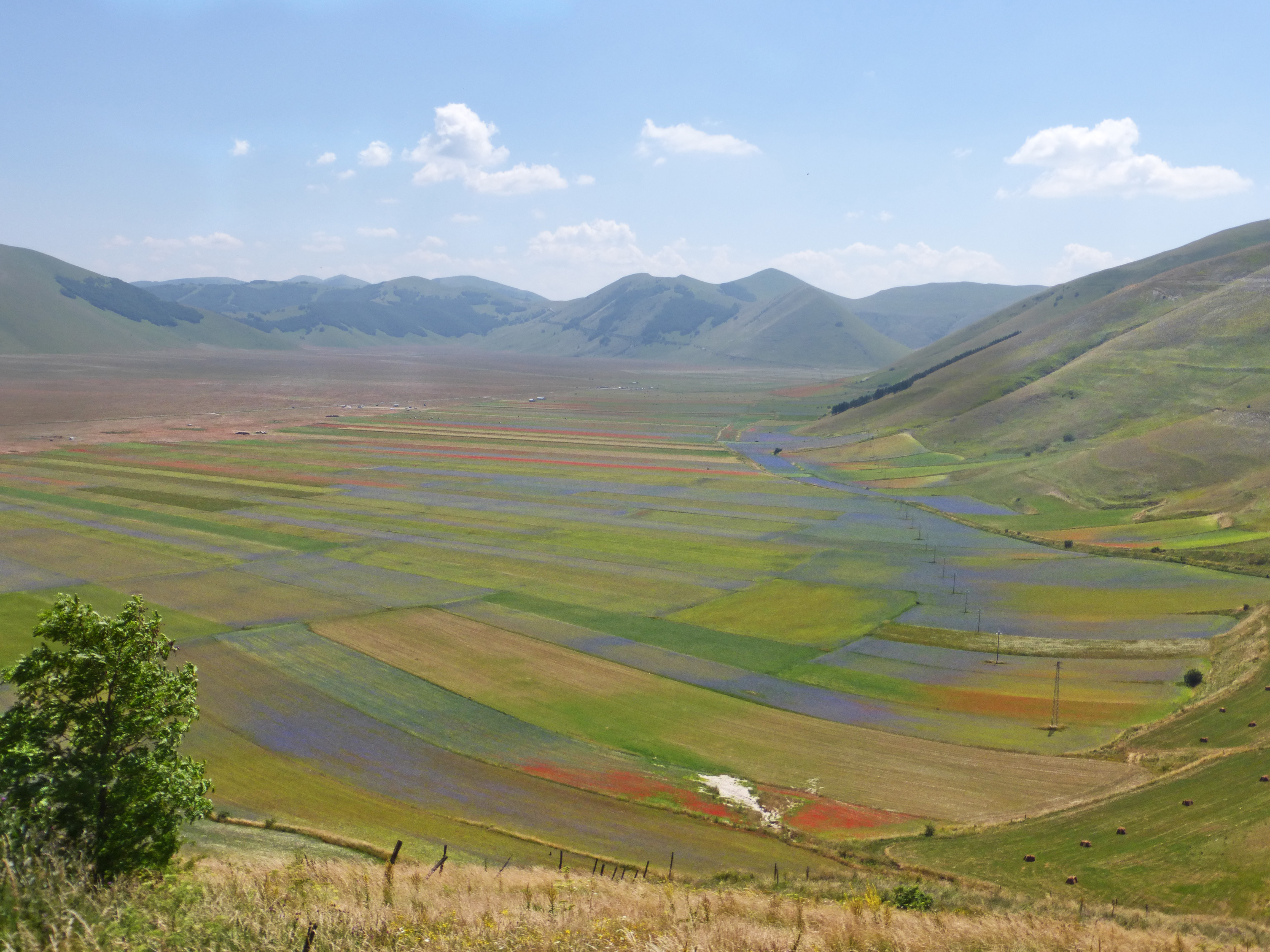
Sänkan Piano Grande
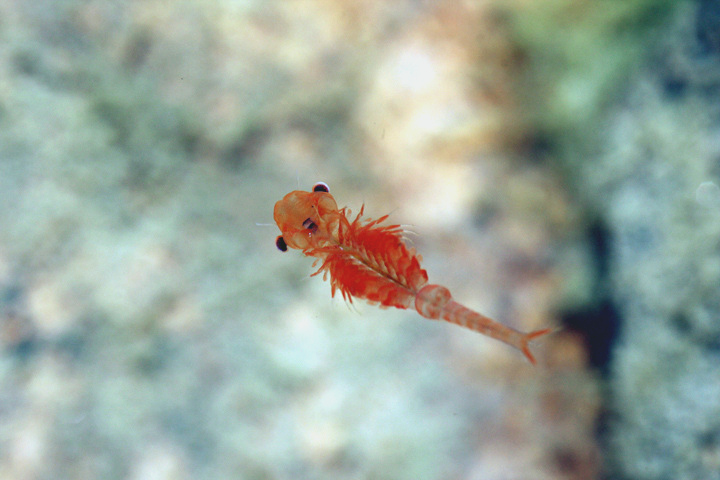
Kräftan Chirocephalus marchesonii
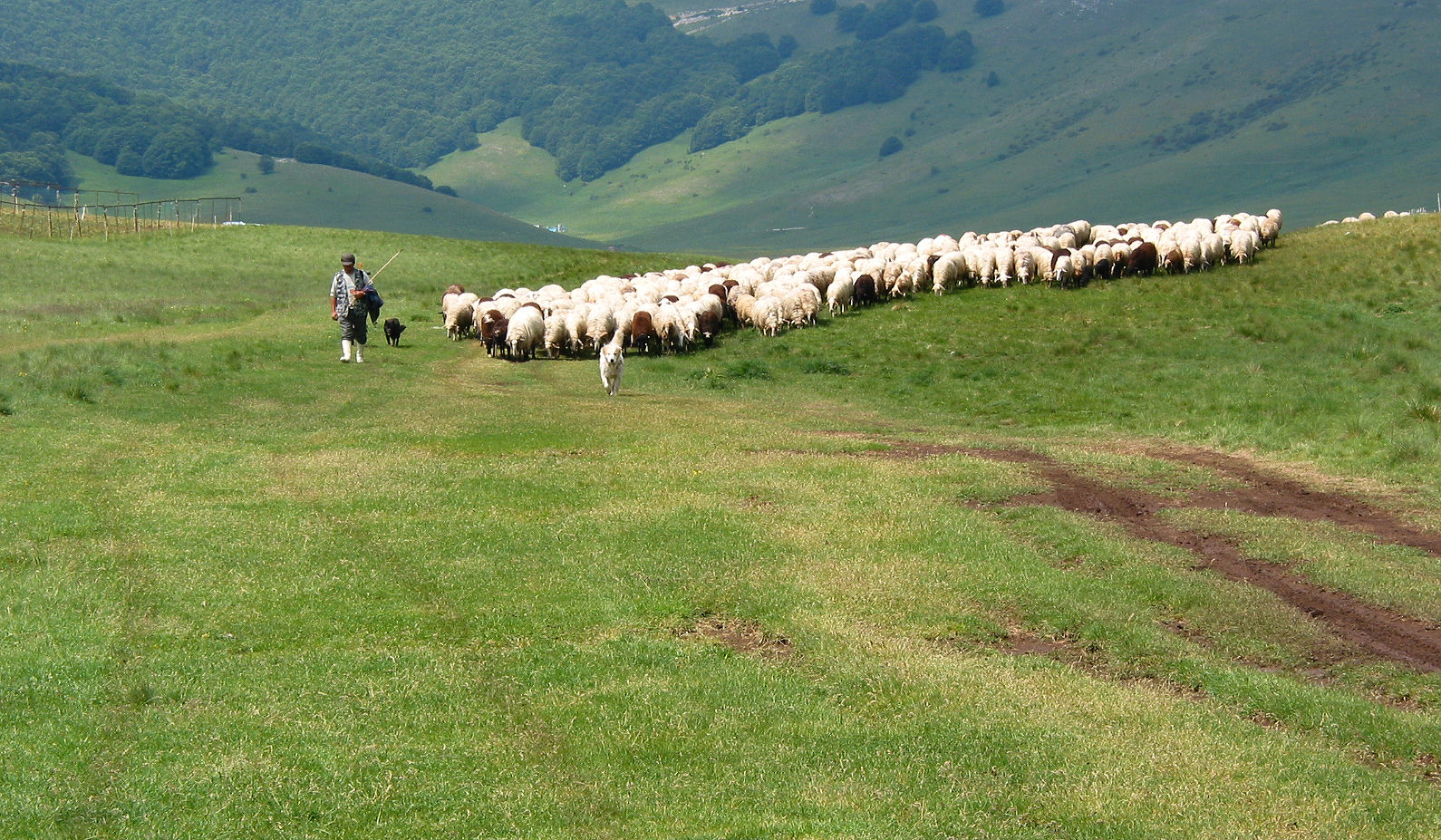
Får i nationalparken